# Escalaplano
Escalaplano (en sardo: Iscalepranu) es un municipio de Italia de 2.532 habitantes en la provincia de Cerdeña del Sur, región de Cerdeña. Está situado a 50 km al noreste de Cagliari.
Se encuentra situado en los valles de los ríos Flumendosa y Flumineddu. Las actividades económicas principales son la agricultura y la ganadería.

## Evolución demográfica
| Gráfica de evolución demográfica de Escalaplano entre 1861 y 2001 |
|                                                                   |
| Fuente ISTAT - Elaboración gráfica de Wikipedia                   |